# Sierra del Caíllo

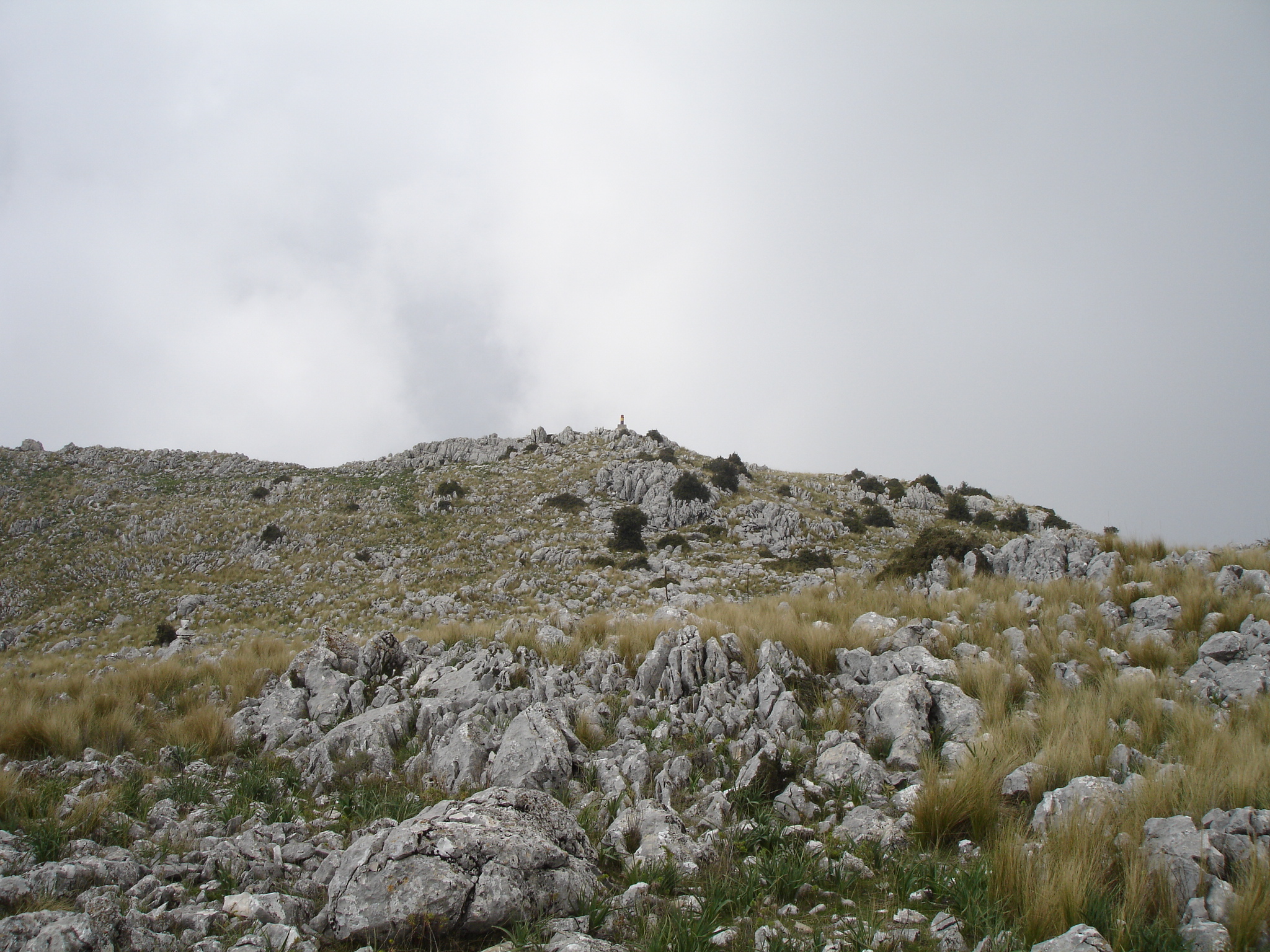
Vista de la cumbre del Navazo Alto.

Sierra del Caíllo' es una sierra de la provincia de Cádiz[¿dónde?], situada en los términos de Benaocaz y Villaluenga del Rosario, formando parte del parque natural de la sierra de Grazalema.

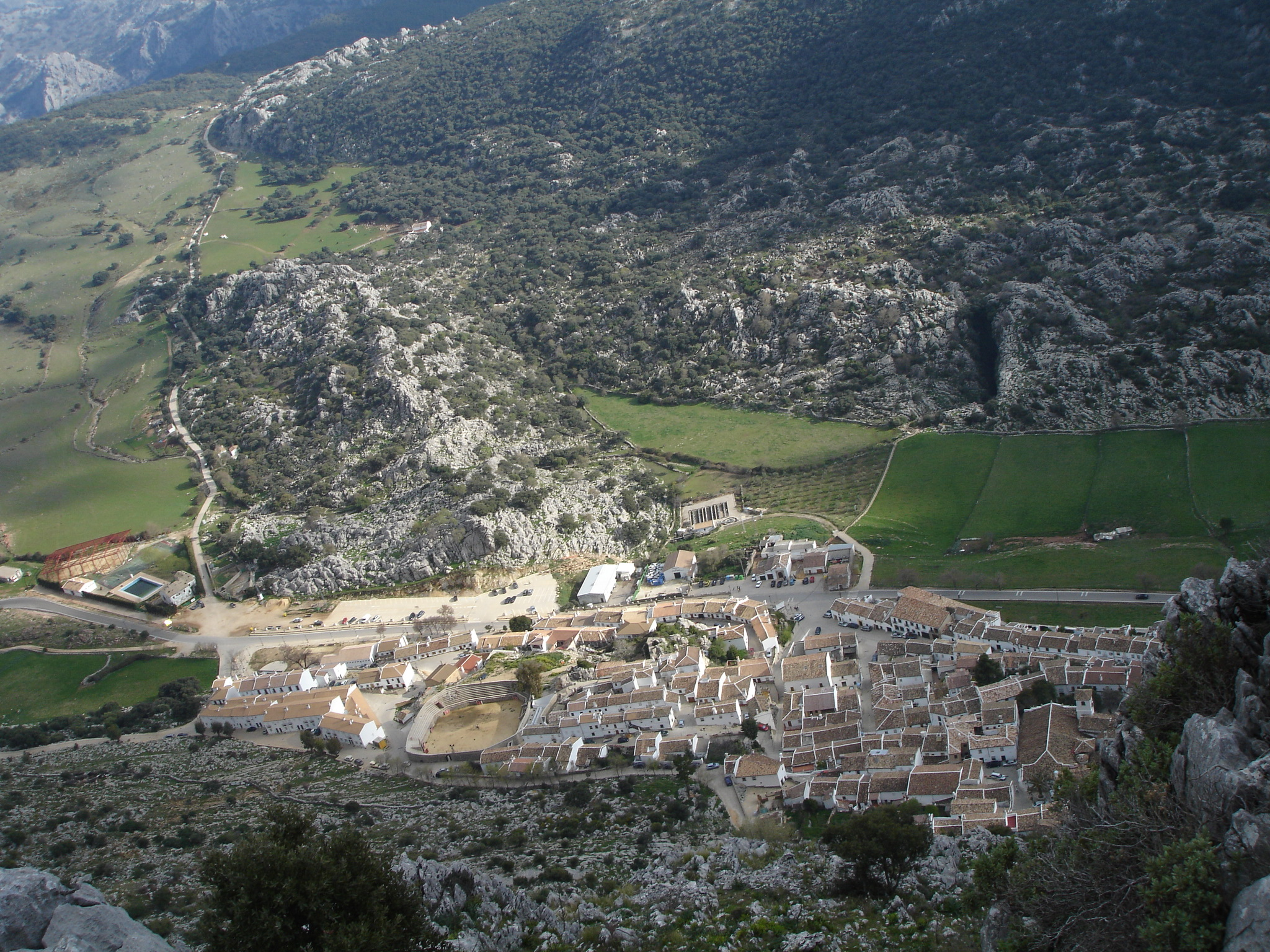
Vista de Villaluenga del Rosario al subir al Navazo Alto.

Esta sierra calcárea se desarrolla en dirección noreste-suroeste, formando poderosos escarpes en sus laderas de soberbias rocas desnudas. Sus máximas alturas la constituyen el Caíllo, Cao o también llamado Navazo Alto, de 1.397 m, y el Peralta, de 1.364 m. 

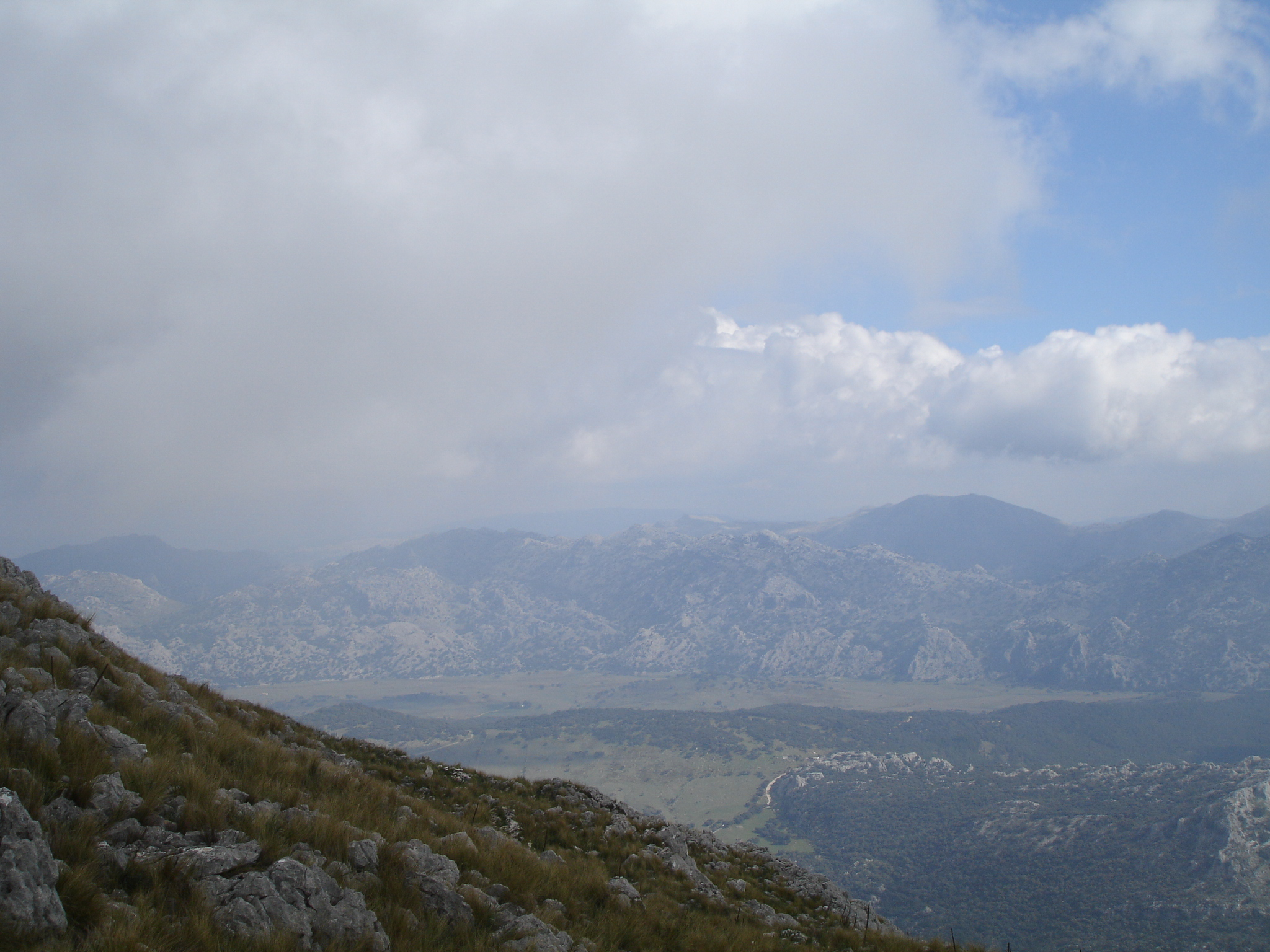
Llanos del Republicano desde el Navazo Alto.

En el interior de la sierra se hallan pequeños valles conocidos popularmente como navazos. Su estructura es de cuenca final que actúa de receptor de aguas de lluvias, las cuales desaparecen por sumideros. La vegetación es poco densa, destacando encinas, quejigos y pinos de repoblación.

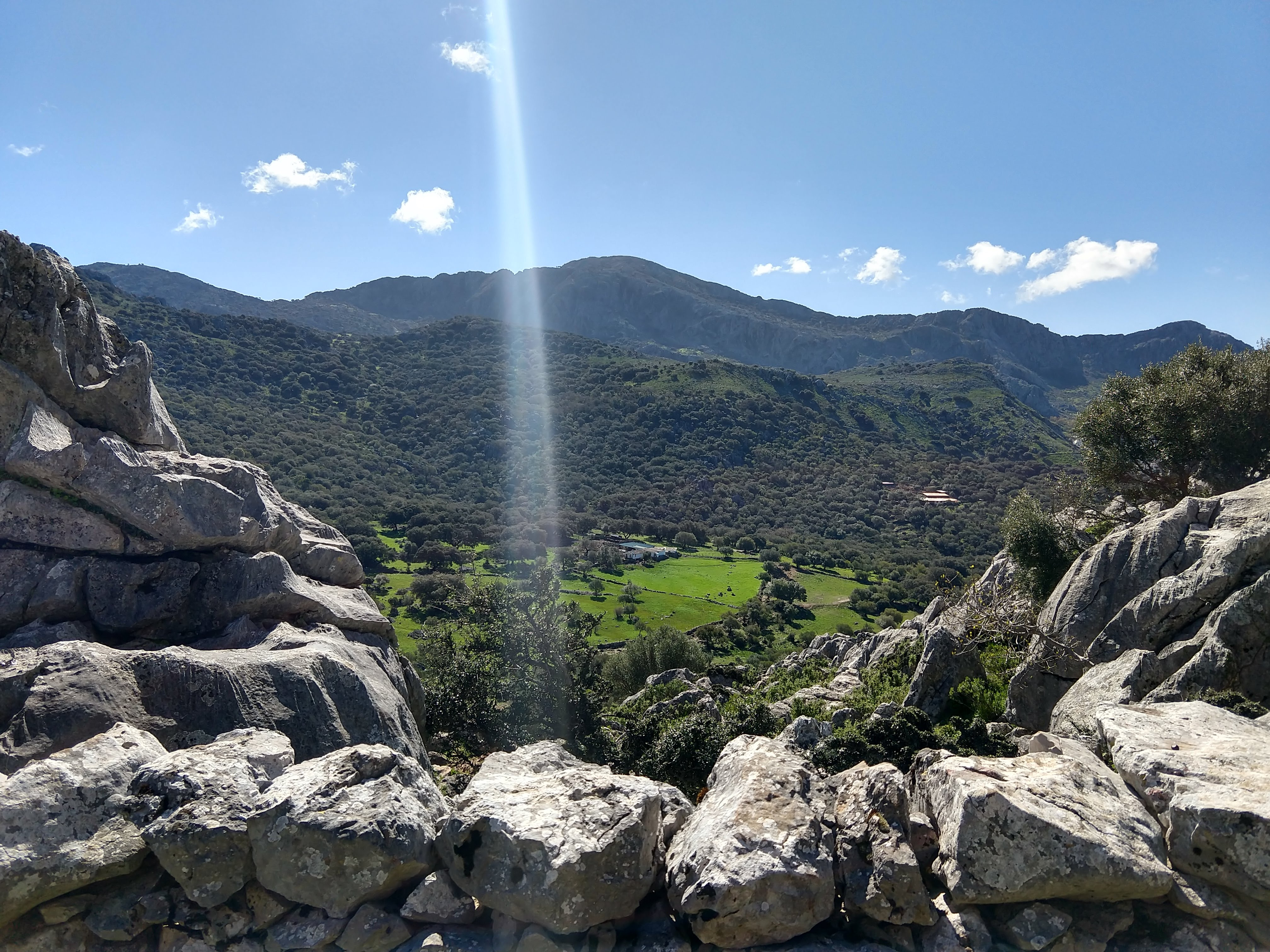
Imagen del mazizo de la Sierra del Caillo y de su máxima altitud, el Pico Navazo Alto, desde las inmediaciones del Salto del Cabrero.

## Galería
Vistas desde la cima del Navazo Alto

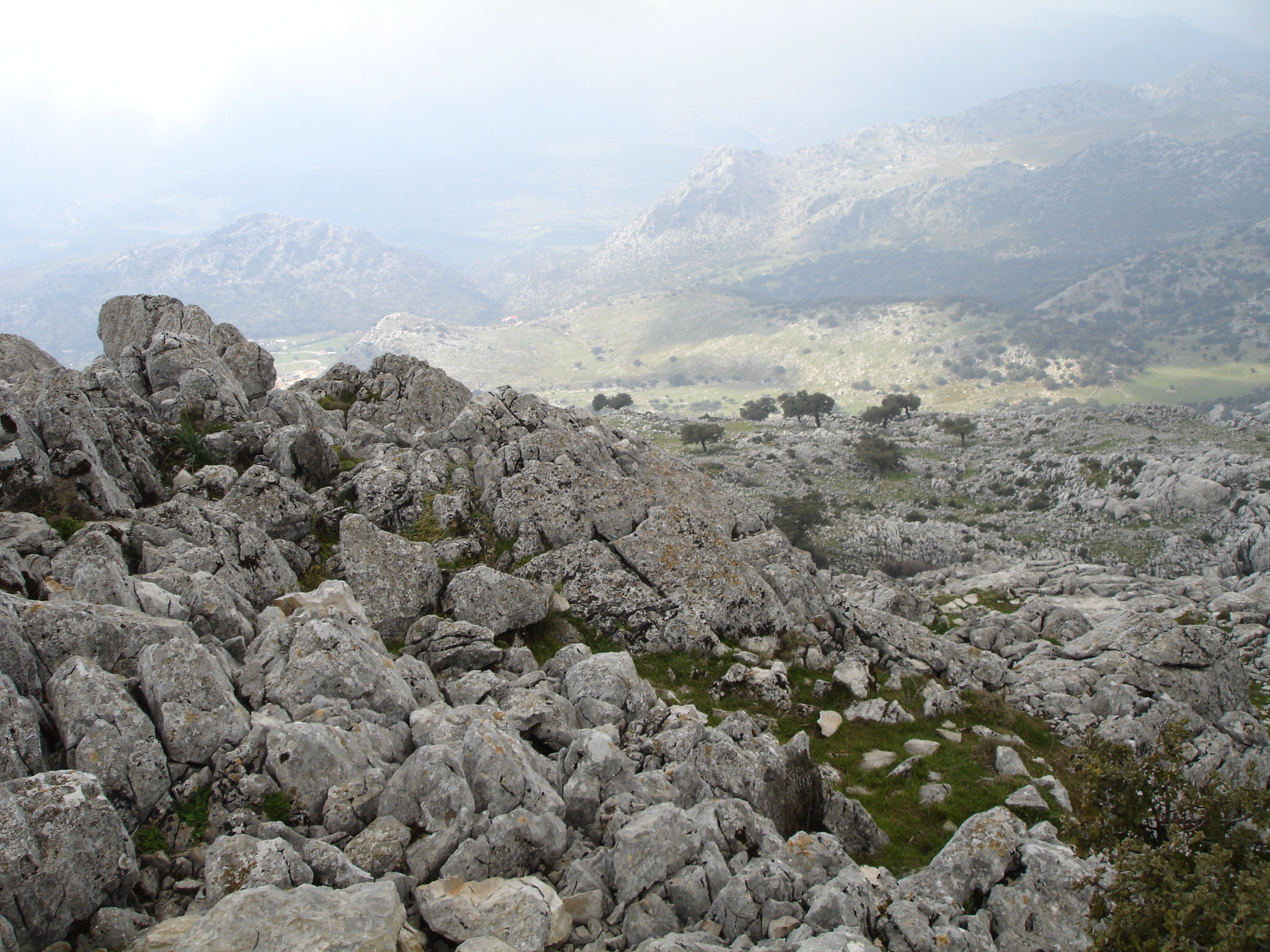
Interior del Macizo de Grazalema
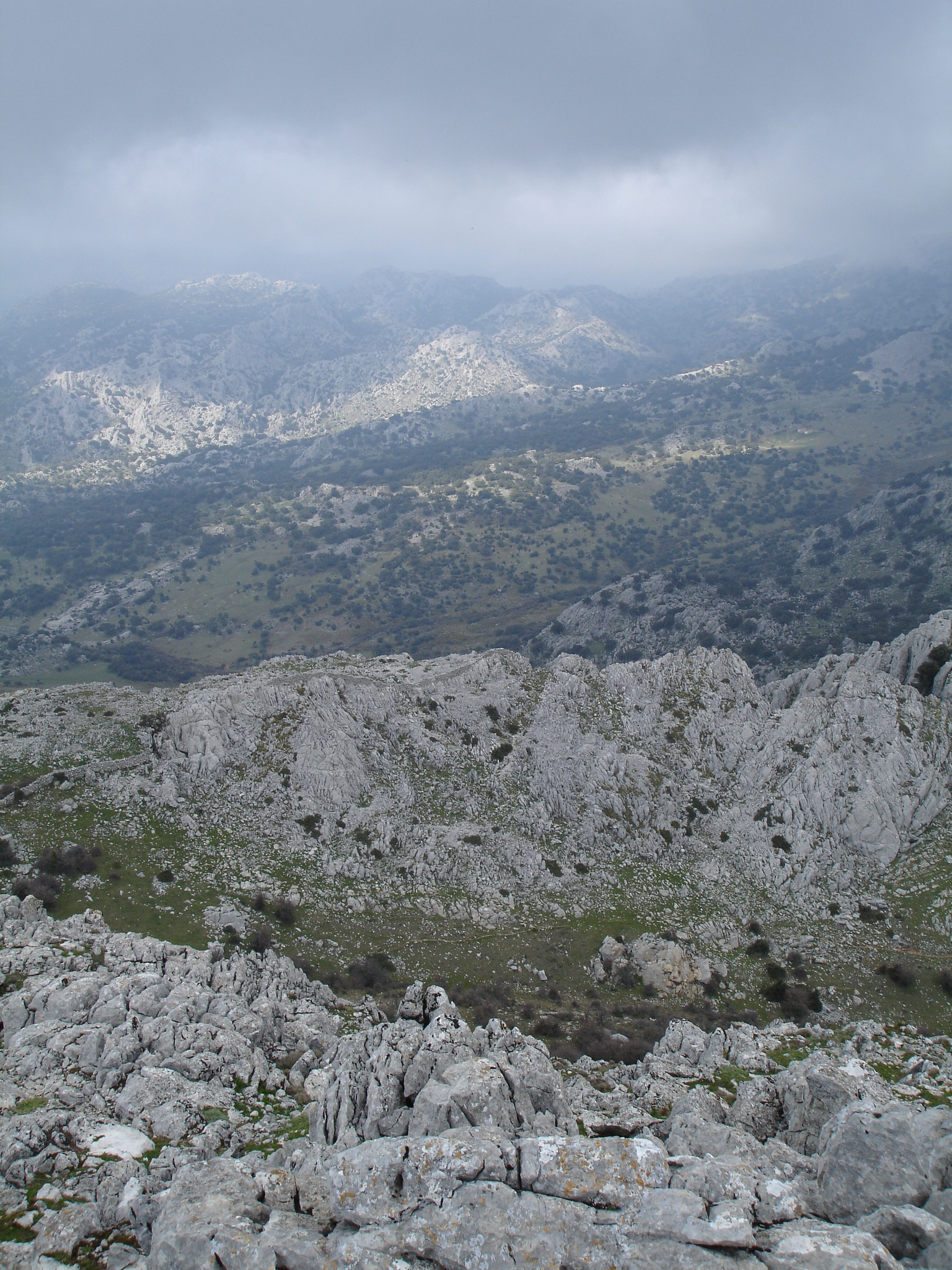
Interior del Macizo de Grazalema
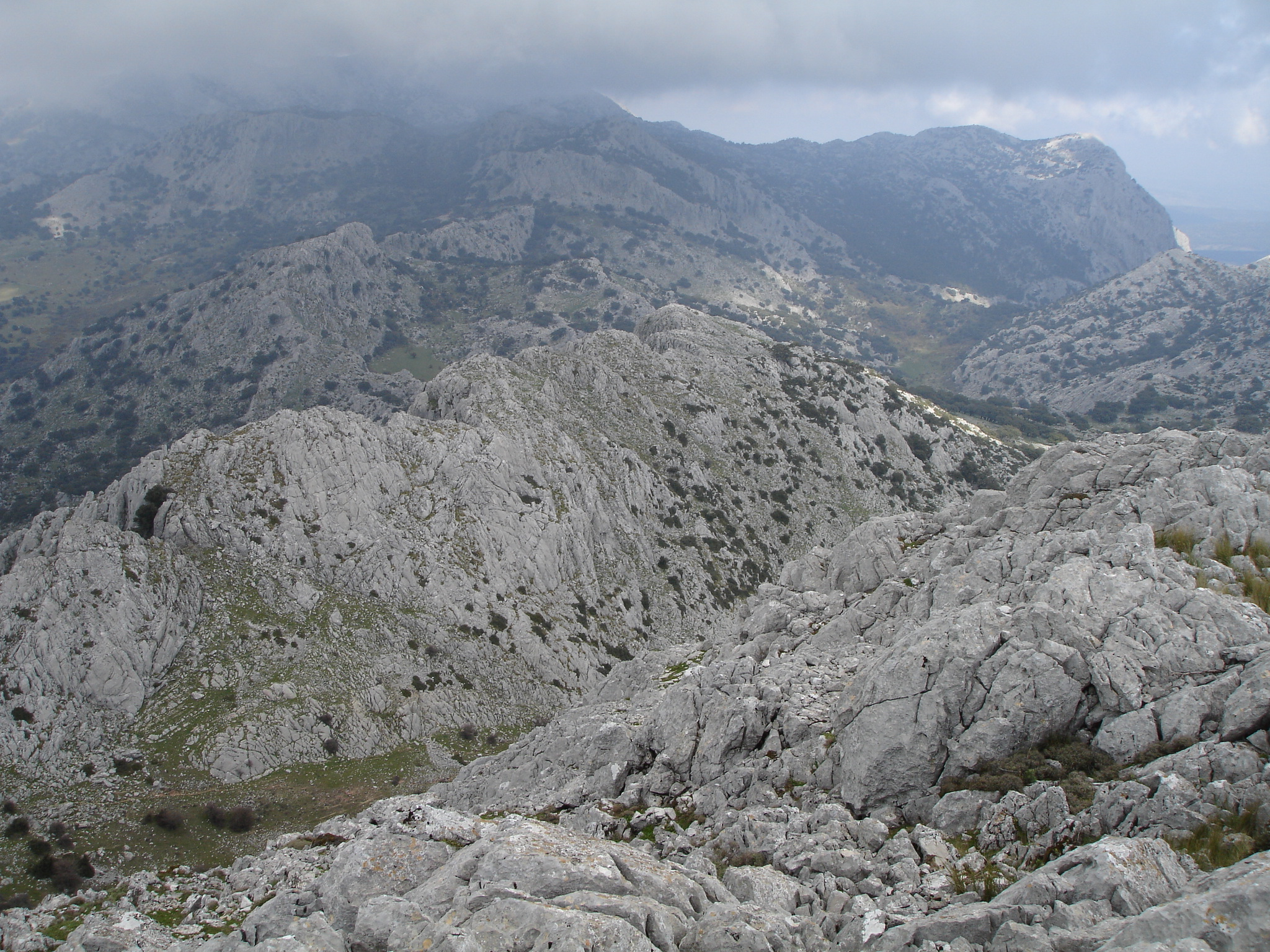
Interior del Macizo de Grazalema
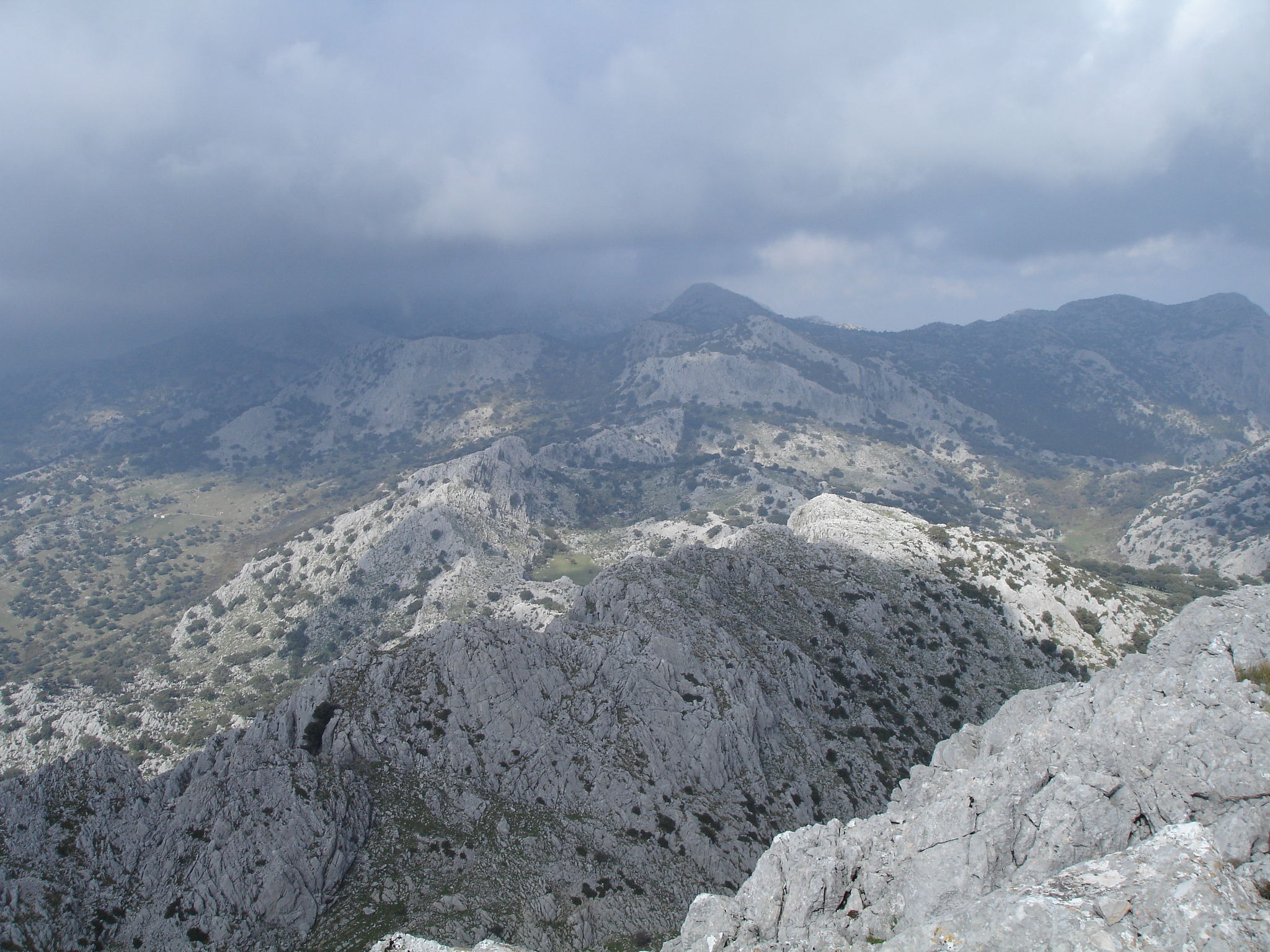
Interior del Macizo de Grazalema
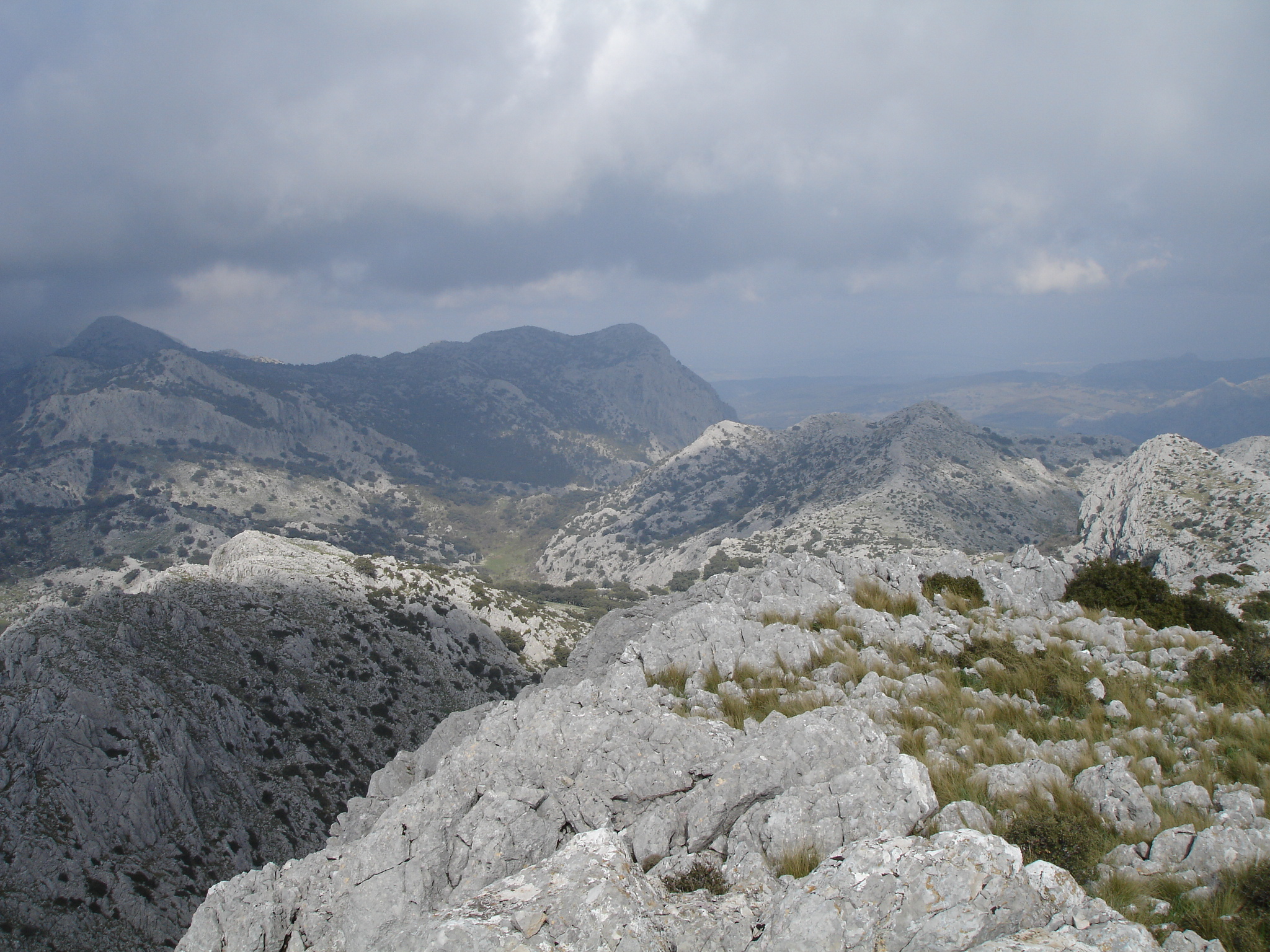
Interior del Macizo de Grazalema